# Wutha-Farnroda
Wutha-Farnroda – gmina w Niemczech, w kraju związkowym Turyngia, w powiecie Wartburg.

## Współpraca
Miejscowości partnerskie:
- Kamienica, Polska
- Weimar (Lahn), Hesja